# História das Bahamas
O arquipélago de Bahamas (nome derivado do espanhol marbaja, mar baixo), é habitado por índios arauaques antes da chegada de Cristóvão Colombo, em 1492. Ocupadas por ingleses desde o século XVI, as Bahamas servem de refúgio a piratas. A lavoura de algodão entra em declínio com o fim da escravidão, em 1834. Após a II Guerra Mundial, cresce o turismo no país.
Lynden Pindling, do Partido Liberal Progressista (PLP), de maioria negra, torna-se primeiro-ministro em 1967, depois das primeiras eleições legislativas no país. Em 1973, as Bahamas conquistam a independência. Nas eleições de 1992, o Movimento Nacional Livre (FNM) obtém maioria. Pindling, denunciado por corrupção, é substituído por Hubert Alexander Ingraham na chefia de governo. A vitória do FNM nas eleições de 1997 é atribuída aos resultados econômicos positivos e ao envolvimento do PLP em escândalos financeiros. A passagem do furacão Floyd pelo país, em 1999, provoca sérios danos e prejudica o turismo.